# Решко, Виктор
Виктор(с) Решко(с) (Реско) (латыш. Viktors Reško; род. 2 ноября 1988) — латвийский самбист и дзюдоист, чемпион и призёр чемпионатов Латвии по дзюдо, призёр чемпионатов Европы и мира по самбо.

## Карьера
Выступает в категории до 100 кг. В 2008 году стал чемпионом Латвии среди молодёжи и бронзовым призёром среди взрослых по дзюдо, а в 2009 году повторил этот успех. В 2010—2012 годах трижды становился серебряным призёром чемпионатов Латвии по дзюдо среди взрослых. В 2016—2017 годах становился чемпионом Латвии по дзюдо.
В 2014 году стал бронзовым призёром чемпионата Европы по самбо, а в 2015 и 2018 годах повторил это достижение. В 2014 и 2016—2018 годах становился бронзовым призёром чемпионатов мира по самбо.

## Национальные соревнования
- Первенство Латвии по дзюдо среди молодёжи 2008 — ;
- Чемпионат Латвии по дзюдо 2008 — ;
- Первенство Латвии по дзюдо среди молодёжи 2009 — ;
- Чемпионат Латвии по дзюдо 2009 — ;
- Чемпионат Латвии по дзюдо 2010 — ;
- Чемпионат Латвии по дзюдо 2011 — ;
- Чемпионат Латвии по дзюдо 2012 — ;
- Чемпионат Латвии по дзюдо 2016 — ;
- Чемпионат Латвии по дзюдо 2017 — ;